# خوليان استفيان فيليز
خوليان استفيان فيليز (بالإسبانية: Estiven Vélez)‏ (مواليد 9 فبراير 1982) هو لاعب كرة قدم. يلعب مع منتخب كولومبيا لكرة القدم منذ عام 2006.

## وصلات خارجية
- خوليان استفيان فيليز على موقع الاتحاد الدولي (مؤرشف)  (الإنجليزية)
- خوليان استفيان فيليز على موقع رابطة كرة القدم اليابانية للمحترفين (اليابانية)
- خوليان استفيان فيليز على موقع دوري كوريا الجنوبية (الإنجليزية)
- خوليان استفيان فيليز على موقع قاعدة بيانات كرة القدم.إي يو (الإنجليزية)
- خوليان استفيان فيليز على موقع ناشيونال فوتبول تيمز (الإنجليزية)
- خوليان استفيان فيليز على موقع Soccerway.com (الإنجليزية)
- خوليان استفيان فيليز على موقع عالم كرة القدم.نت (الإنجليزية)

- National Football Teams